# Arichanna ochrivena
Arichanna ochrivena là một loài bướm đêm trong họ Geometridae.

## Hình ảnh

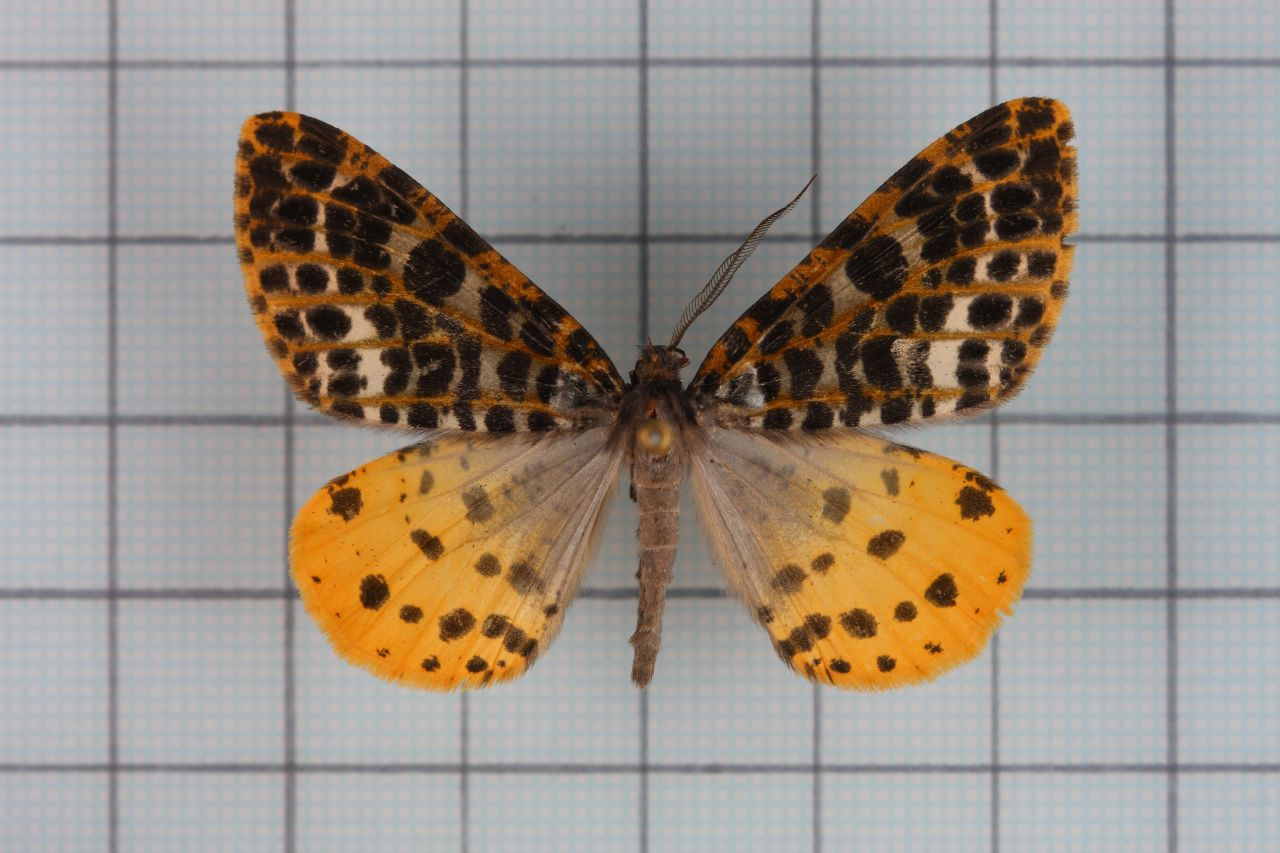
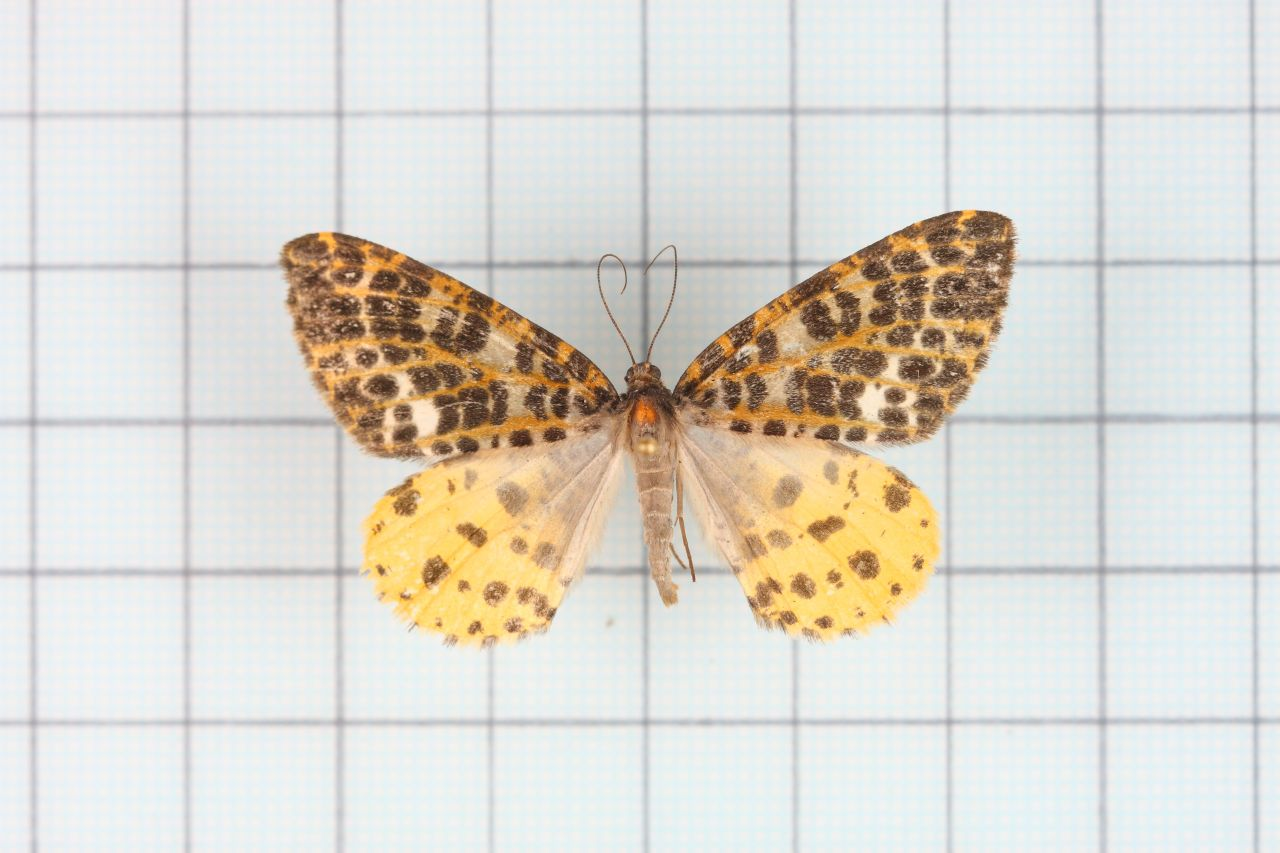
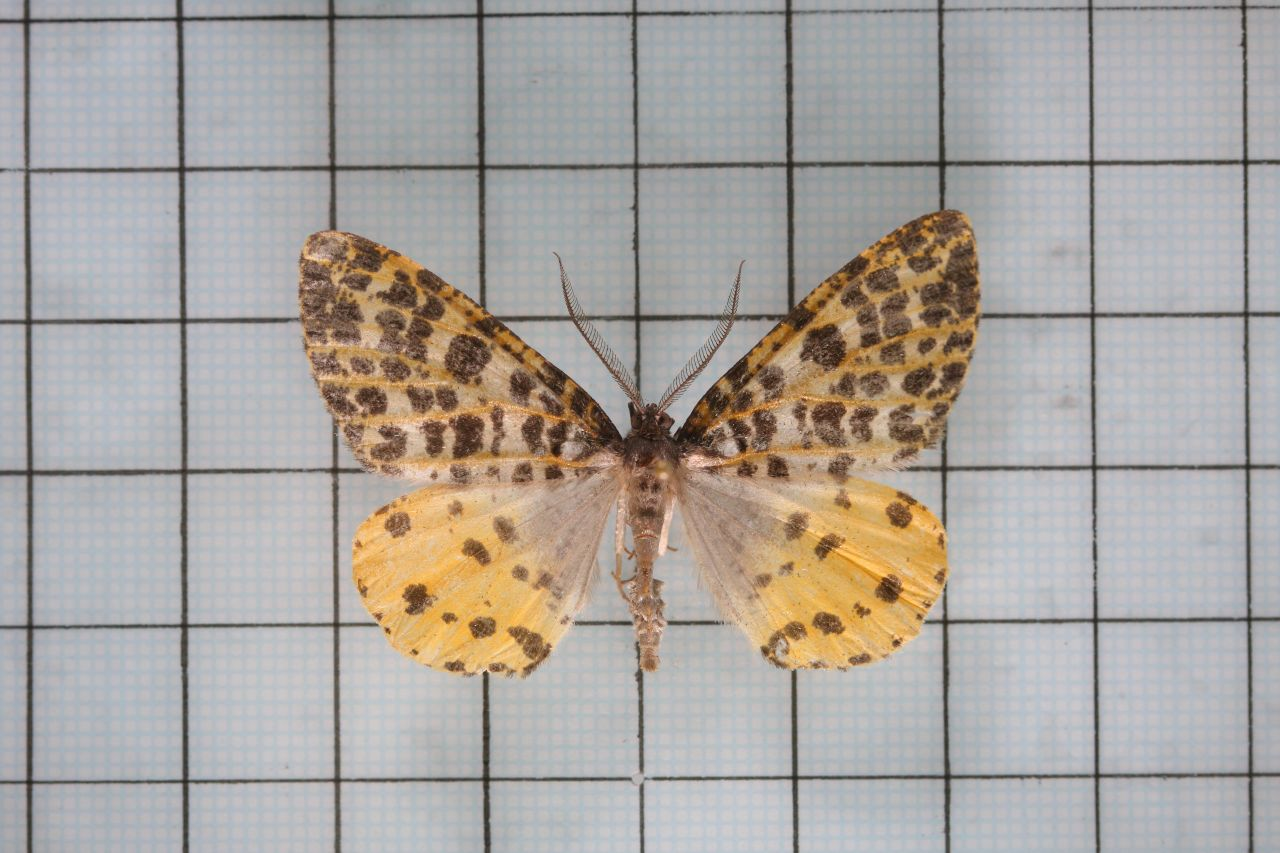